# 川野恵子
川野 恵子（かわの けいこ、1956年5月1日 - ）は、日本の政治家。北海道東神楽町長（1期）、東神楽町議会議員（3期）などを務めた。北海道初の女性市町村長である。

## 来歴
北海道赤平市生まれ。東海大学工芸短期大学卒業。設計会社に勤務。
1999年（平成11年）、東神楽町議会議員選挙に立候補し初当選。2007年（平成19年）、3期目の当選。同年、副議長就任。
2008年（平成20年）2月3日に行われた東神楽町長選挙に立候補し、現職の関崎定治との一騎打ちを制し初当選を果たした。川野は道内初の女性市町村長となった。
2010年（平成22年）2月2日から3日間の日程で、女性町長7人による初の「全国女性町長サミット」が東神楽町を主会場に開催された。参加したのは川野のほか、栃木県野木町長の真瀬宏子、埼玉県大利根町長の柿沼トミ子、同越生町長の田島公子、京都府与謝野町長の太田貴美、兵庫県播磨町長の清水ひろ子、福岡県苅田町長の吉廣啓子ら7人。
2012年（平成24年）、元町職員の山本進に敗れ、1期で町長職を退いた。